# العمليات القتالية خلال معركة حلب في 2012

## هجوم المتمردين والقبض على حلب الشرقية

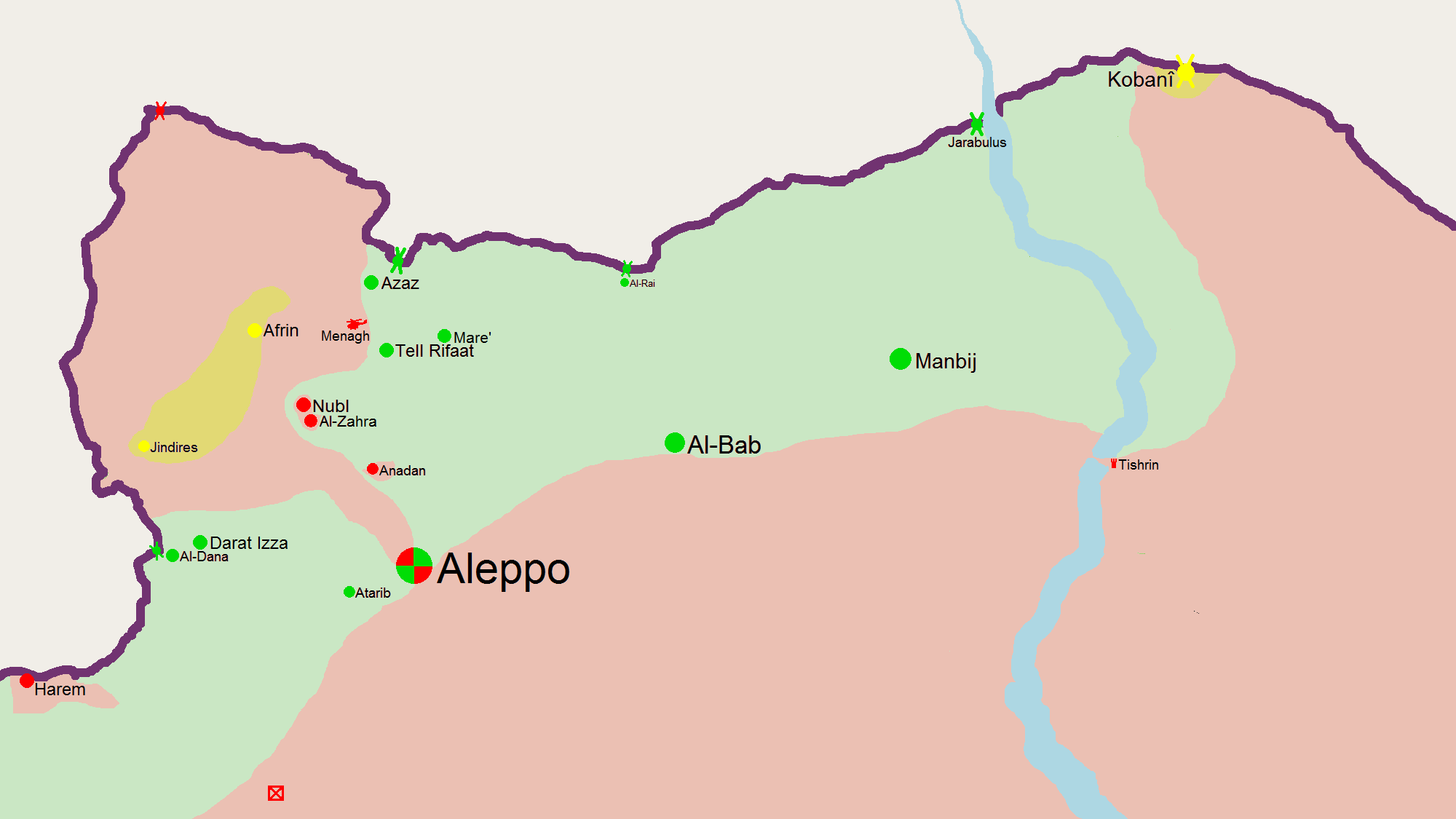
خريطة شمال حلب في 20 يوليو 2012.

اندلع إطلاق نار بين المتمردين وقوات الأمن ليلة 19 يوليو 2012 في وحول صلاح الدين وهي منطقة تقع في الجزء الجنوبي الغربي من المدينة. من غير الواضح ما إذا كانت المنطقة تتمتع بحضور قوي للمتمردين قبل بدء المعركة أو أن مقاتلي المعارضة قد استولوا عليها من ضواحي المدينة. في الوقت نفسه بدأ الآلاف من الجنود المتمردين من ريف حلب الشمالي والشرقي يتحركون نحو المدينة.
استمر القتال في صلاح الدين في اليوم التالي حيث بدأ الجيش السوري بقصف المناطق التي يسيطر عليها المتمردون بقذائف المدفعية والهجوم. في وقت مبكر من بعد ظهر يوم 21 يوليو توغلت قوات المتمردين في أحياء حلبية وصاخور الشمالية الشرقية في حلب حيث اشتبكت مع الجيش السوري. دفع القتال العديد من السكان إلى مناطق أكثر أمنا.
في 22 يوليو انتشر القتال من صلاح الدين وجوار الدولة المجاورة إلى الجميلية والأحياء المحيطة بها بالقرب من وسط المدينة مما أدى إلى معركة لمقر المخابرات الرئيسي في المدينة. بحلول اليوم التالي استولى المتمردون على الجبهة الشرقية على حلوينية ووفقا لقائد المتمردين هنانو والمنطقة الصناعية للشيخ نجار أيضا. في الوقت نفسه اشتملت المواجهات المستمرة بالقرب من وسط المدينة على هجوم للمتمردين على محطة التلفزيون الحكومية والسجن المركزي حيث وقعت مجزرة قامت بها قوات الأمن وفقا للنشطاء. على مدار اليوم كانت السلطة منتشرة في أغلب المدينة.

## القتال في وسط المدينة وتعزيزات الجيش
في 24 يوليو 2012 ووفقا لقناة الجزيرة شن الجيش الحر هجوما على مركز المدينة مما أدى إلى قتال عنيف بالقرب من أبواب المدينة القديمة وهو موقع تراث عالمي تابع للأمم المتحدة. واصلت قوات المتمردين على الجبهة الشرقية دفع الغرب. أقام الجيش الحر نقاط تفتيش في منطقة الصقور الشرقية. في وقت لاحق من ذلك اليوم استخدم الجيش السوري طائرات مقاتلة للمرة الأولى لقصف المناطق التي يسيطر عليها المتمردون.
خلال اليومين التاليين أرسلت الحكومة آلاف التعزيزات إلى حلب. تم إرسال معظم هذه القوات عبر الطريق السريع الذي يربط بين دمشق وحلب من جنوب المدينة والطريق الرئيسي في حلب-اللاذقية من غرب المدينة. شن المتمردون هجمات قاتلة على القوات القادمة. من بين التعزيزات التي جمعت في ضواحي حلب وحدات من القوات الخاصة. بحلول نهاية اليوم كان حوالي 10,000 جندي قد حشدوا حول حلب وريفها. على سبيل المقارنة وصل ما بين 1500 إلى 2000 مقاتل من المتمردين من شمال سوريا لمساعدة ال2000 مقاتل بالفعل. اشتبك القتال في البلدة القديمة وفي المناطق المركزية في الجمالية والكلاسة وبستان القصر.
في 27 يوليو وقعت مناوشات في الضواحي مع استمرار وصول التعزيزات. تقدمت قوات المتمردين إلى منطقة فردوس المركزية على الرغم من استمرار القصف. اشتبك المقاتلون الأكراد الذين سيطروا على معظم المناطق الشمالية في الشيخ مقصود والأشرفية مع القوات السورية بعد يوم واحد من هجومهم على قافلة كردية على طريق المطار.
== غارة صلاح الدين ==raxaaaax a
في صباح 28 يوليو 2012 بدأ الجيش السوري هجوما على منطقة صلاح الدين التي كانت أكبر تجمع للمتمردين. بدأ الهجوم بقصف مدفعي مدته 8 ساعات حيث بدأ في الساعة الرابعة صباحا وبعدها دخلت الدبابات والقوات البرية. خلال الاشتباكات ادعى المتمردون الذين قدموا لقطات فيديو لم يتم التحقق منها اسقاط طائرة هليكوبتر حكومية وهي عملية نادرة. ادعى المتمردون أيضا أن 8-10 دبابات ومدرعات دمرت. هاجمت قوات المتمردين مركزا للشرطة الاستراتيجية في وسط المدينة لليوم الثالث في محاولة للربط مع قوات المعارضة في منطقة الصاخور الشمالية الشرقية على الجبهة الشرقية. بحلول نهاية اليوم كان المتمردون صدوا الهجوم لكن القصف استمر. من بين مقاتلي الجيش الحر قتل قائد كتيبة. في اليوم التالي استمر القتال في صلاح الدين. أفادت التقارير أن جنود الجيش السوري كانوا ينشقون ويجلبون للمتمردين دباباتهم. في المساء ذكرت وسائل الإعلام الرسمية أن صلاح الدين قد استعادها الجيش. المعارضة ادعت بشكل مخالف السيطرة على 35 إلى 40 في المئة من المدينة.

## استمرار تقدم المتمردين

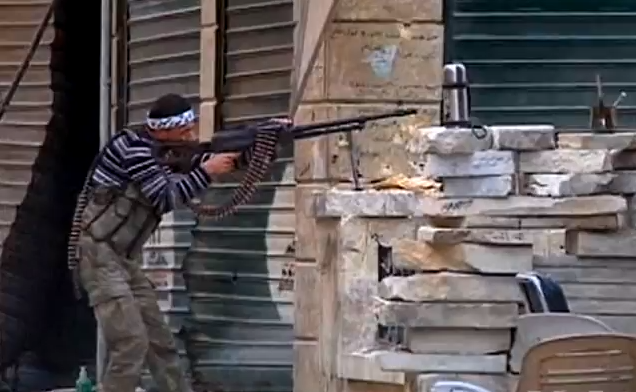
مقاتل من الجيش الحر يشترك في تبادل لاطلاق النار في شارع في حلب.

في أواخر يوليو وأوائل أغسطس 2012 واصل الجيش السوري الحر هجومه في حلب حيث عانى الجانبان من خسائر بشرية كبيرة. قال قادة المتمردين أن هدفهم الرئيسي هو الاستيلاء على وسط المدينة. استولى المتمردون على نقطة تفتيش استراتيجية في بلدة عندان شمال حلب واكتسبوا طريقا مباشرا بين المدينة والحدود التركية وهي قاعدة هامة للمتمردين. كما استولوا على الباب شمال شرق المدينة مع قاعدة للجيش. في وقت لاحق هاجم المتمردون قاعدة ميناخ الجوية على بعد 30 كيلومتر شمال غرب حلب حيث تم الاستيلاء على الأسلحة والدبابات عند حاجز أندان. واصلت قوات المعارضة تحقيق مكاسب إقليمية في المدينة مما سيطر على معظم شرق وجنوب غرب حلب بما في ذلك صلاح الدين وأجزاء من الحمدانية. واصلوا استهداف مراكز الأمن ومراكز الشرطة حيث اندلعت اشتباكات بالقرب من مقر المخابرات الجوية في منطقة زهراء شمال غرب حلب. قام المتمردون بتجديد عدد من مراكز الشرطة والوظائف في المناطق الوسطى والجنوبية من باب النراب والميرسا وسلحين واستولوا على كميات كبيرة من الأسلحة والذخائر.
واصل الجيش السوري محاولته الاستيلاء على صلاح الدين في حين قصف الأراضي التي يسيطر عليها المتمردون في جميع أنحاء المدينة. كانت الكمائن وعمليات الإعدام شائعة. يبدو أن الجيش لم يبذل جهدا يذكر في إرسال قوات برية لاستعادة المناطق الوسطى والجنوبية. بدأت ميليشيات حزب البعث الموالية الاشتباك مع قوات المتمردين في جنوب حلب وبالقرب من المطار الجنوبي الشرقي بالمدينة. تصاعدت الاشتباكات بين رجال القبائل والمتمردين بعد إعدام زينو بري.

## الجمود

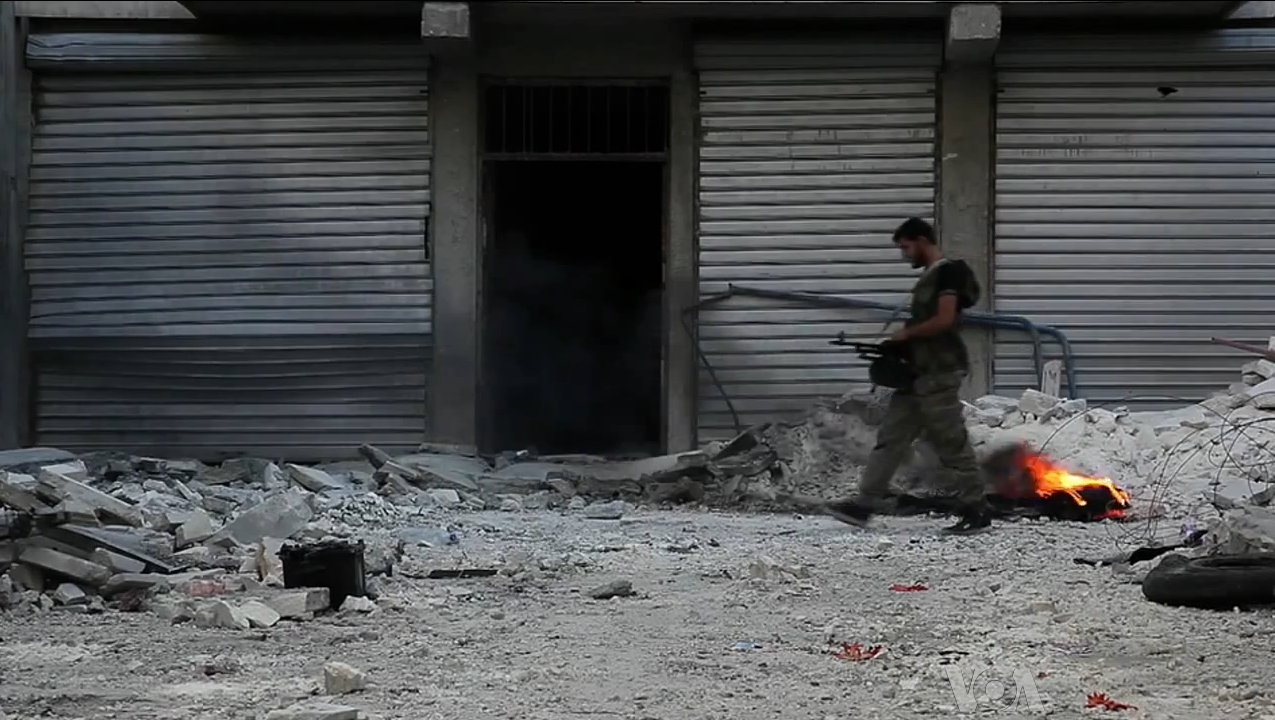
مقاتل من الجيش السوري الحر يمشي بين الأنقاض في حلب.

في الفترة من 3 إلى 5 أغسطس 2012 بدأ هجوم المتمردين يتوقف. انتهى الجيش السوري من نشر 20 ألف تعزيز. تراجع المتمردون بعد محاولات فاشلة لالتقاط قاعدة مينا الجوية ومحطة التلفزيون الحكومية في منطقة إيزا على بعد بضعة كتل شمال شرق صلاح الدين.
في 6 أغسطس قتل قائد متمرد في صلاح الدين. دمرت الغارة الجوية المركز الإعلامي للواء التويد الواقع في منطقة الصاخور. هاجم المتمردون نقطة تفتيش بالقرب من جامعة حلب. اندلع القتال بالقرب من القصر الرئاسي وقصفت القوات الحكومية مواقع المتمردين في قصر العدل وفي منطقتي مرجة وشعار (تربيت لالا).
في 7 أغسطس كانت القلعة القديمة في وسط المدينة تحت الحصار من قبل المتمردين الذين سيطروا على الأرض على الأقل على الجانبين. أفادت التقارير أن الجيش الحر تقدم إلى منطقتي باب جنون وسبعة باهرات وسط اشتباكات عنيفة. في الشمال حاول المتمردون التقدم إلى منطقة كردية حيث اشتبكوا مع مقاتلين أكراد. قصفت الطائرات المنطقة مما أجبر قوات المتمردين على التراجع. أكد ناشطون معارضون أن حلب محاصرة تماما من قبل القوات الحكومية.
وصلت الوحدات المدرعة إلى الأمام على صلاح الدين من الجنوب والغرب. تمركز القناصة العسكريون المنتشرون على أسطح المنازل والدبابات في الشوارع. تم وضع القناصة أيضا في الدوار المحلي حيث منعوا تعزيزات المتمردين والإمدادات من دخول المنطقة.

## انسحاب المتمردين من صلاح الدين

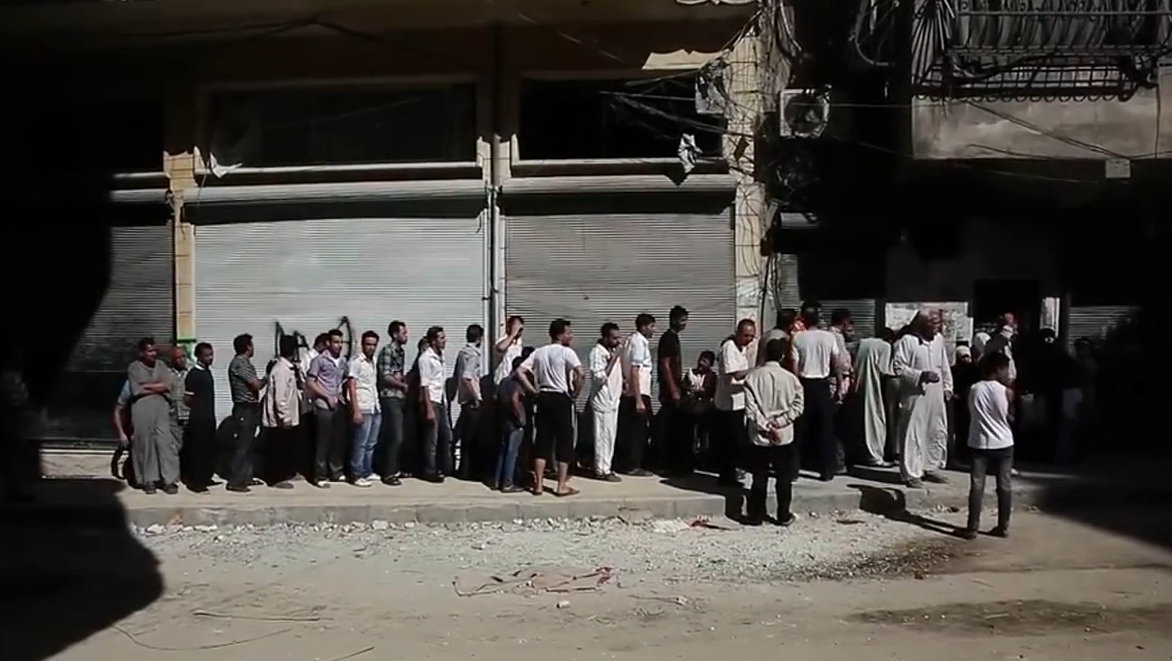
الانتظار في خط الخبز بينما يستمر القصف.

في صباح 8 أغسطس 2012 شن الجيش السوري هجوما لاستعادة صلاح الدين معقل المتمردين الذي يمثل طريقا هاما للإمداد بالجنوب. عبر الجيش عن أمله في الربط مع القوات في قلعة حلب. أفادت التقارير بأن المقاتلين المتمردين كانوا منخفضين على الذخيرة واستنفدوا. بعد القتال الشديد والقصف في المنطقة على مدار اليوم خرقت نصف دزينة من دبابات الجيش المركز. في الصباح الباكر من اليوم التالي اشتد قصف المدفعية مع دخول المزيد من الدبابات. بحلول منتصف الصباح كان مئات المقاتلين المتمردين ينسحبون من المنطقة بينما غادر بعضهم المدينة. خوفا من تقدم الجيش المستمر بدأت بعض وحدات المتمردين في منطقتي سيف الدولة وبستان القصار شرقي صلاح الدين في الإجلاء. حدث الانسحاب في حين ظلت المدينة هادئة نسبيا حيث أن القوات الحكومية لم تبذل جهدا كبيرا للمضي قدما. في مساء يوم 9 أغسطس اقتحمت القوات والمدرعات يرافقها المخابرات والشبيحة الحي وتم تفتيش منازل المتمردين الباقين منزل منزل حيث بدأ القناصة في إنشاء مواقع لهم.
استمر القتال في المنطقة الوسطى من باب الحديد ومنطقة باب النيرب الجنوبية الشرقية. قام المقاتلون المتمردين بمحاولات استعادة صلاح الدين لكنهم القناصة وقذائف الهاون منعوهم.

## هجوم الجيش على سيف الدولة

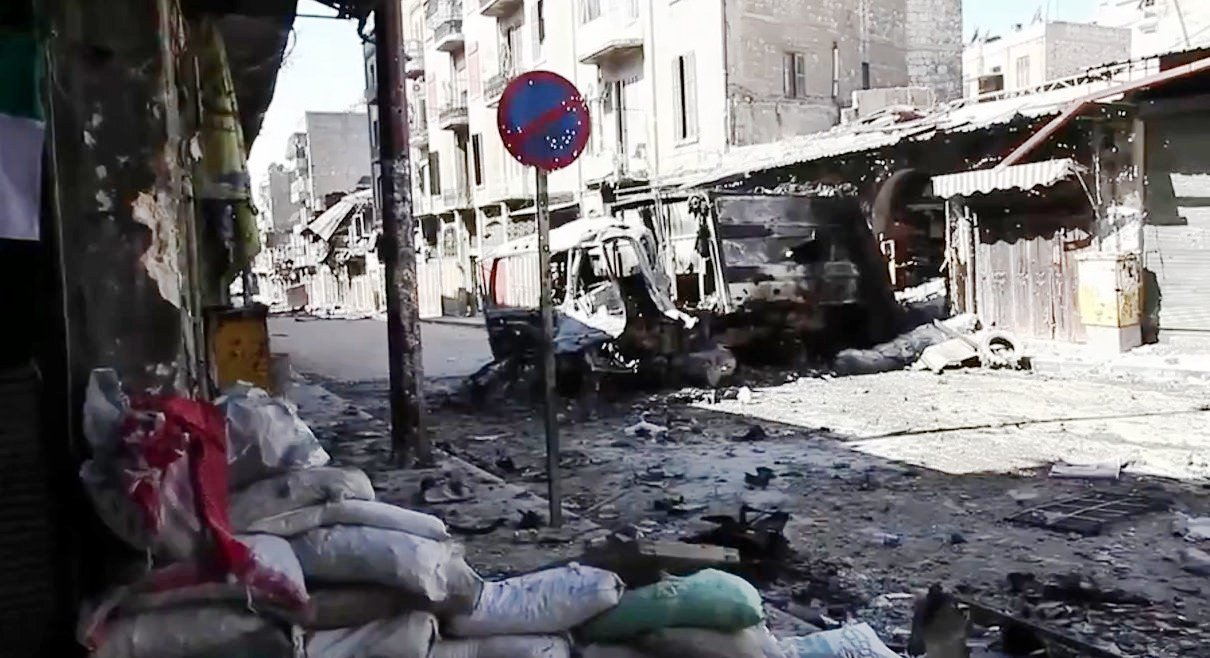
قصفت المركبات بعد قتال الشوارع.

في 12 أغسطس 2012 تقدمت الدبابات إلى الدوار في صلاح الدين الذي دافع عنه 150 متمردا. خلال اليوم هاجم المتمردون محطة وقود في صلاح الدين كانت تستخدم كقاعدة عسكرية وقتل قائد القاعدة وتم الاستيلاء على الذخائر والأسلحة التي تشتد الحاجة إليها.
في 13 أغسطس تقدم الجيش إلى الجزء الغربي من منطقة سيف الدولة. كما ذكرت مصادر أمنية في دمشق أن الجيش كان يتقدم على منطقة سوكاري التي يسيطر عليها المتمردون. قال المرصد أن مقاتلي المعارضة هاجموا فرع المخابرات الجوية الرئيسي في منطقة الزهراء الغربية. هاجم المتمردون مرة أخرى محطة الإذاعة والتلفزيون في حلب.
أظهرت لقطات فيديو أن المتمردين أسقطوا مقاتلة من طراز ميكويان-غوريفيتش ميغ-23 وإعدام السجناء في حلب وحولها على يد قوات المتمردين. ادعى نشطاء المعارضة أن المتمردين ليس لهم علاقة بعمليات القتل.
في 15 أغسطس أفاد المتمردون بأنهم استولوا على باب النصر والمنطقة المحيطة مما أجبر الجنود على التراجع إلى وسط المدينة.
في 17 أغسطس تم الإبلاغ عن قتال عنيف في مطار حلب الدولي وهو البوابة الاستراتيجية للمدينة. وفقا لوكالة الأنباء السورية فإن المتمردين «خرجوا من مناطق على جانبي المطار».
في 18 أغسطس أفيد عن عمليات تطهير للجيش في مناطق مدرسة الأندلس ومستشفى الحياة ومدرسة رحمو خطاب ومستشفى الحميات ومدرسة أحمد سعيد. ادعى الجيش أنه أخذ منطقة مستشفى ميسلون. في 20 أغسطس قتلت مراسلة التلفزيون الياباني ميكا ياماموتو وهي الأولى في حلب. في 21 أغسطس ادعى كلا الجانبين تقدما رغم أنه لا يمكن التحقق من أي منهما على نحو مستقل.
في 22 أغسطس حاول المتمردون إحراز تقدم في سيف الدولة لكن هجومهم تم طرده بقذائف الهاون الثقيلة وآر بي جي. قصفت القوات الحكومية حلب ومدينتين مجاورتين. قال مسؤول أمني أن الجيش قام بقصف مخزونات الأسلحة المتمردة لمنعهم من مغادرة المدينة. قال أيضا أن التعزيزات لكلا الجانبين كانت متوجهة إلى حلب.

## اشتباكات في المناطق المسيحية
في 23 أغسطس 2012 أفيد بأن الجيش أسر ثلاثة أحياء مسيحية في البلدة القديمة وفقا لما ذكره السكان الذين اتصلت بهم وكالة فرانس برس. قبضت قوات المعارضة على أحياء جدیدة وتیلة والسليمانیة قبل خمسة أیام من ذلك. ادعى أحد السكان أن مئات السكان كانوا يحتفلون بالجيش الذين أنشأوا لجانا لتجنب عودة محتملة للمتمردين. ادعى قائد المتمردين الرئيسي في وقت سابق من اليوم أن مقاتلي المتمردين كانوا بالقرب من المناطق. أكدت وكالة فرانس برس الاستيلاء العسكري في وقت لاحق. استولى السكان على حي جدید الذي حمل السلاح بعد أن أقام المتمردون نقاط تفتيش وأطلقوا النار على السكان والكنائس (حول ميدان فرحات). اقتحموا ساحة الحطب حيث تمركز معظم المتمردين واستولوا عليها. بعد ذلك انضم الجيش إلى الميليشيا المسيحية لطرد المتمردين من هذا الربع.
علمت شبكة سي بي إس نيوز أن ما لا يقل عن 48 من رجال الأعمال النخبة في حلب الذين يطلقون على أنفسهم اسم «جبهة علماء المسلمين في حلب» اختاروا مجلس مدينة مؤقت ليتولى منصب الحكومة المحلية الجديدة في حلب. كان رجال الأعمال ال 48 ممولين للحكومة السورية وبالتالي تحولوا إلى جانب المتمردين.

## حرب الاستنزاف
حاول المتمردون وقف الدبابات الحكومية التي كانت تتقدم من سيف الدولة. كان الجيش ينتقل أيضا في منطقة سوكاري واشتكى المقاتلون المتمردين من نقص آر بي جي.
أفاد المرصد السوري لحقوق الإنسان المعارض أن الجيش كان يحاول السيطرة على منطقة إيسا في حين ادعى التلفزيون الحكومي أن المنطقة تم القبض عليها من المتمردين.
في 28 أغسطس 2012 ادعت وكالة الأنباء السورية أن مستشفى الأطفال قد تم تطهيره من قبل الجيش.
أشارت التقارير إلى أن الحكومة السورية هاجمت المدنيين بشكل عشوائي في المخابز بقذائف المدفعية والصواريخ في المناطق التي تسيطر عليها المعارضة. وصفت هيومن رايتس ووتش هذه الجرائم بأنها جرائم حرب حيث أن الأهداف العسكرية الوحيدة هي المتمردين الذين يديرون المخابز وأن عشرات المدنيين قتلوا.
في 31 أغسطس أعلن مقاتلون متمردون عن هجوم كبير هاجموا مجمعات وقواعد أمنية. ادعى نشطاء أن ثلاث طائرات حربية دمرت عندما هاجم المتمردون مطار كويرز العسكري. واصلت الطائرات والمدفعية اطلاق النار على مواقع المتمردين. ذكرت المنظمة السورية لحقوق الإنسان أن القتال وقع في سوكاري وهانانو وبستان القصر.
في 3 سبتمبر قال جنرال سوري أن الجيش يسيطر على المنطقة العليا من سيف الدولة وأنهم يحاولون أخذ المنطقة بأكملها. زار مراسلو وكالة فرانس برس صلاح الدين وأكدوا أنهم يخضعون لسيطرة الجيش. أفادت وكالة الأنباء الفرنسية أن الجيش استولى قبل يومين على مركزين من 10 طوابق على جانبي الشارع الرئيسي في سيف الدولة استخدمهما قناصة المتمردين.
في 6 سبتمبر أفاد نشطاء أكراد أن 21 مدنيا قتلوا في حي الشيخ مقصود الكردي عندما قصف الجيش المسجد المحلي والمناطق المجاورة. على الرغم من عدم وجود اشتباكات مباشرة يعتقد السكان أن الهجوم كان انتقاما من السكان المحليين الذين يأوون المدنيين المناهضين للحكومة من مناطق أخرى. تعهدت الهيئة الكردية العليا ووحدات حماية الشعب بالانتقام.

## هنانو وميدان القتال

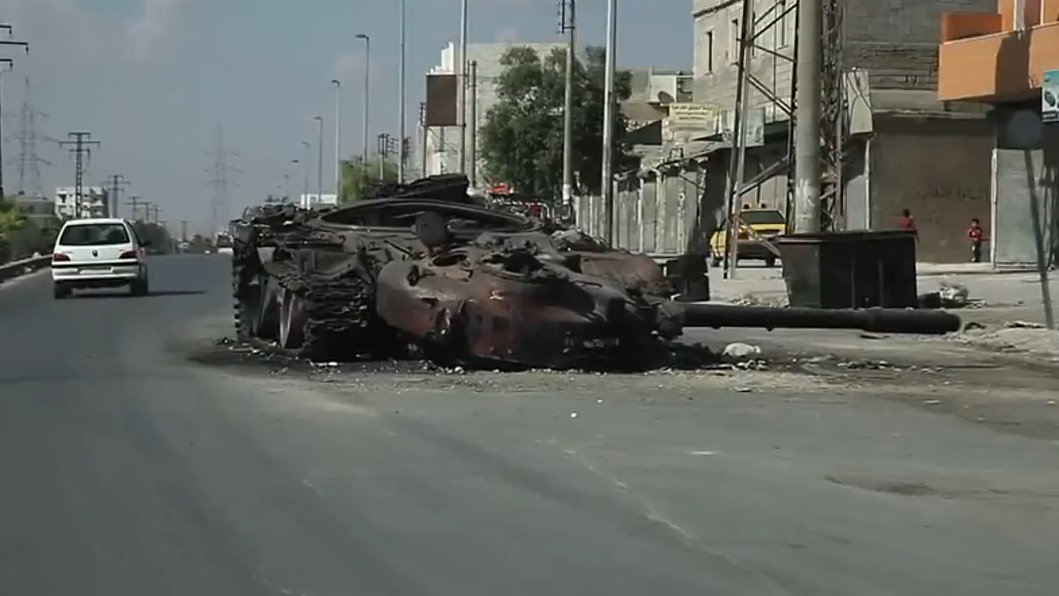
دبابة مدمرة على طريق في حلب.

في 7 سبتمبر 2012 هاجم المتمردون قاعدة هنانو العسكرية. تمكن الجيش السوري الحر من تحرير 350 معتقلا عندما كانوا يجتاحون أحد المباني الأمنية الرئيسية. أرسل أولئك الذين يرغبون في الانشقاق إلى مواقع مقاتلة مختلفة في المنطقة في حين ظل آخرون محتجزين. تم تعيين عدة كتائب للهجوم. حاول المتمردون قطع خطوط الإمداد الاستراتيجية وإسكات المدفعية. استعاد الجيش القاعدة في اليوم التالى بعد معركة استمرت 20 ساعة مع وقوع خسائر فادحة في كلا الجانبين. كانت القاعدة بمثابة مستودع لتخزين الأسلحة ومركز تجنيد للمجندين واستضافت مقر الفرع المحلي للشرطة العسكرية وشرطة مكافحة الشغب. وفقا للمرصد السوري لحقوق الإنسان اقتحم المتمردون المنطقة المخصصة لتجنيد المجندين.
في 8 سبتمبر أفادت المنظمة السورية لحقوق الإنسان بأن الجيش السوري تقدم في سعد الأنصاري (إيزا) وسيف الدولة وصلاح الدين بعد انسحاب قوات المتمردين بعد القصف العنيف. قتل 21 مدنيا كرديا في حي الشيخ مقصود عندما قصفت قوات الجيش منطقة بالقرب من مسجد معروف وفقا لنشطاء أكراد.
تم تدمير مضخة المياه الرئيسية في حلب خلال النهار. اتهمت الحكومة السورية والمعارضة الأخرى بالدمار.
في 9 سبتمبر قتلت سيارة مفخخة ما لا يقل عن 30 مدنيا وأصابت أكثر من 64 شخصا. قال محافظ حلب أن التفجير وقع بالقرب من مستشفى الحياة والمستشفى المركزي. أدى القصف إلى إلحاق أضرار مادية كبيرة بالمستشفيين ومدرسة النصور الزهية الابتدائية والمباني المجاورة. في اليوم التالي تحمل الجيش السوري الحر المسؤولية عن الهجوم مدعيا أن القوات الحكومية استخدمت هذه المرافق. أعدم الهجوم بعد أن قصفت القوات الجوية أهداف المتمردين في هنانو مما أسفر عن مقتل العشرات.
خلال النهار انفجرت سيارة مفخخة بالقرب من مدرسة قطيبة بن مسلم البهيلي في حي الشهداء. قتلت القنبلة ثلاثة مدنيين وجرحت ستة أشخاص.
في 10 سبتمبر هزم هجوم المتمردين لمدة ثلاثة أيام على منطقة ميدان ودفعت القوات الحكومية المتمردين نحو بوستان باشا. في الوقت نفسه أعدم الثوار 20 جنديا سوريا على الأقل بعد أن تم القبض عليهم في ثكنة هنانو. كان المنفذون أعضاء في صقور سوريا.
في ليلة 11-12 سبتمبر قصف الجيش مواقع المتمردين مع التركيز على المناطق الجنوبية من بستان القصر والسكاري والكلاسة والمناطق الشمالية الشرقية من صاخور وشعار وهنانو. قال أحد السكان أن طائرات الهليكوبتر الحربية قامت بتمشيط منطقة بوستان باشا المتمردة. وقع القتال في فجر 12 سبتمبر في منطقة النيرب على بعد خمسة كيلومترات شمال المطار ردا على هجوم للمتمردين على المطار وظل المطار يعمل بكامل طاقته.
في 13 سبتمبر أفادت هيومن رايتس ووتش أن 11 شخصا قتلوا في غارة جوية شنتها الطائرات الحربية في حي الحلوينية.
يقال أن المقاتلين المتمردين تقدموا إلى ميدان وهي منطقة إستراتيجية للغاية تفتح الطريق إلى الساحة الرئيسية. قال أحد السكان: «كانوا في منطقة بوستان باشا وقد تقدموا بالفعل إلى شارع سليمان الحلبي وقد دخلوا الآن شارع في ميدان» بعد وقوع اشتباكات عنيفة.
استمر القتال في ميدان في اليوم التالي مركزا على مركزين للشرطة. استولى المتمردون على المحطات وخرجوا من الجيش وعادوا في هجوم مضاد وهوجموا مرة أخرى. زعمت وكالة الأنباء السورية أن الجيش قام بتطهير المناطق المحيطة بمبنى الحريتاني والمعهد الرياضي ومستشفى الأمومة. حول المتمردون كنيسة القديس غريغوريوس إلى ساحة معركة عندما حاولوا التقدم في ميدان قبل أن يجبرهم على مقاومة الجيش الثقيلة.
أثناء الليل أفيد بأن الجيش أجرى غارات جوية على مركزي الشرطة مما أجبر المتمردين على التراجع. كما نفذت ضربة جوية ضد مركز شرطة يسيطر عليه المتمردون في هنانو. استولت وحدة من الحرس الجمهوري على مسجد الأنصار في منطقة أرقوب التي يسيطر عليها المتمردون والتي كانت في وضع استراتيجي أمام قاعدة هنانو العسكرية.
في 15 سبتمبر سيطر الجيش على معظم الميدان وأقام نقاط تفتيش للمرة الأولى. لا يزال المتمردون يحتجزون بعض المواقع على الحدود بين مدينتي بوستان باشا وعرقوب اللذين يسيطر عليهما المتمردون. استمرت الاشتباكات عند مدخل بوستان باشا وأصابت غارة جوية أخرى مركز الشرطة في هنانو. إلى جانب المعارك في الميدان أفادت وكالة الأنباء السورية أن الجيش اشتبك مع المتمردين في الفردوس والميدان.
في 16 سبتمبر قام مقاتلون متمردون بمحاولة أخرى للدخول إلى الميدان. أطلقوا قذائف من طراز آر بي جي عبر جدار محاط بكنيسة أرمنية أرثوذكسية من معقلهم في شارع سليمان الحلبي. ثم هرعوا فناء الكنيسة ولكنهم عادوا. في وقت لاحق أعلن الجيش أن القوات المسلحة قد طهرت منطقة الميدان بشكل كامل وسيطرت على المنطقة. أكد ذلك مراسل وكالة فرانس برس الميداني على الرغم من أنه قال أن هناك بعض المناطق التي لا يزال القناصة فيها نشطين. تقدم الجيش إلى منطقة عرقوب التي يسيطر عليها المتمردون. هاجم أعضاء الحرس الجمهوري مسجد الأنصار واستولوا عليه. كان للمسجد أهمية إستراتيجية ويقع مباشرة أمام قاعدة هنانو العسكرية.

## اشتباكات مستمرة

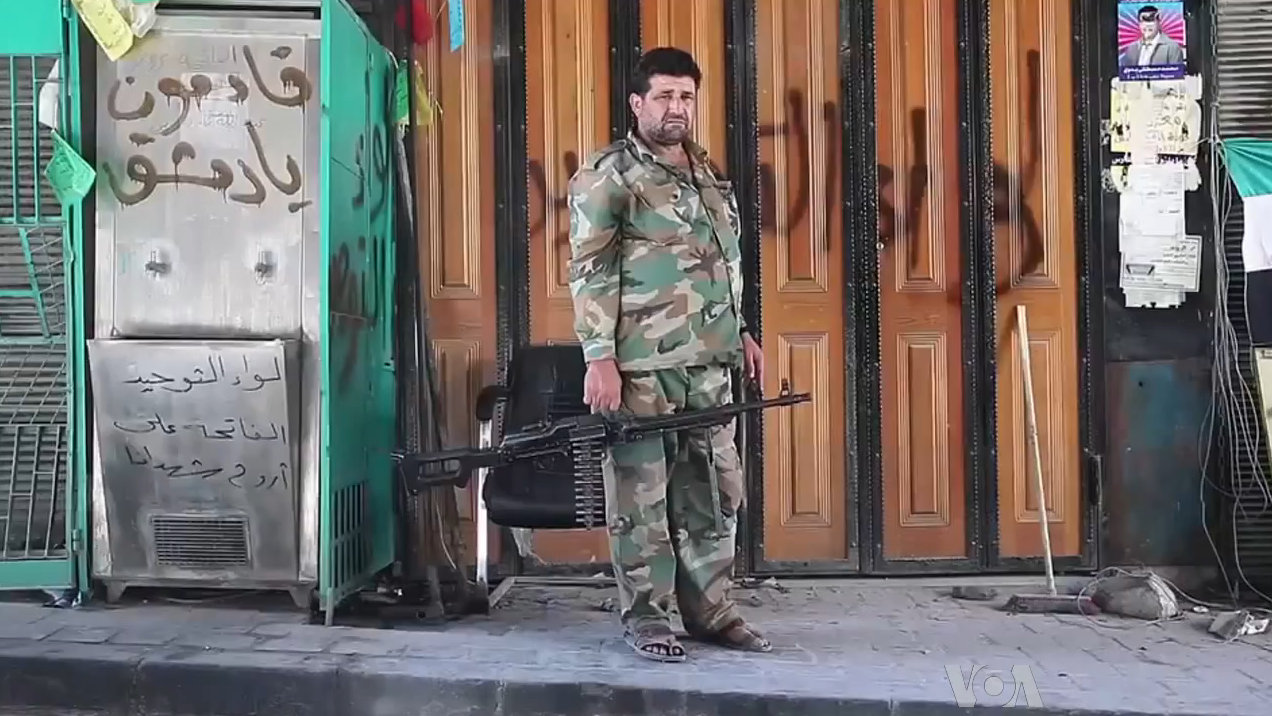
جندي من الجيش السوري الحر يقف أمام باب وبيده رشاش.

في 18 سبتمبر 2012 وقعت اشتباكات في عزاعة ومنطقة زهراء الغربية التي تسيطر عليها الحكومة.
كان المتمردون في حلب بسبب نقص الإمدادات الأجنبية يقومون بتصنيع أسلحتهم الخاصة. نفى المتمردون تلقي أي دعم أجنبي في شكل أسلحة. قال أحد قادة المتمردين يدعى عبد القادر الحجي: «الأسلحة التي استولينا عليها الآن من جيش الأسد ولدينا الآن عدد قليل من الدبابات وأين تعتقد أننا حصلنا عليها؟ أخذناهم من الأسد».
في 20 سبتمبر شن الجيش السوري عملية لاستعادة بستان القصر. وقعت عمليات قتل بالقرب من مدرسة الفداء العربي. قالت وكالة الأنباء السورية أن اشتباكات أخرى وقعت في حي حنانو والفطايس في منطقة الجديدة والعرقوب وقرية عسكر. قالت وكالة الأنباء السورية أن خسائر فادحة قد ألحقت بالمتمردين. القوات الحكومية تشارك في معارك شوارع في منطقة سليمان الحلبي التي يسيطر عليها المتمردون المتاخمة لميدان.
حاولت قوات المعارضة توحيد أكبر جماعتين متمردتين في حلب والريف المحيط تحت قيادة واحدة حتى يتمكنوا من تنسيق أفضل. ادعى المحللون أن الجمود كان بسبب انخفاض معنويات الجيش وعدم القدرة على تعزيز وإعادة تزويد القوات من دمشق عبر الطريق السريع. ناقشت الحكومة استخدام الأسلحة الكيميائية كملجأ أخير وذكرت دير شبيغل أن الحكومة السورية قد أعادت تشغيل تجارب الأسلحة الكيميائية في سافيرة القريبة في نهاية أغسطس. أفاد نشطاء حلب بأن 37 مدنيا قتلوا في مدينة حلب من قصف الجيش الليلي.
في ليلة 20/21 سبتمبر اندلع القتال بالقرب من قاعدة هنانو العسكرية حسبما ذكر المرصد السوري لحقوق الإنسان. كان بستان القصر لا يزال يتعرض للهجوم بعد أن حاول الجيش استعادته. كما هاجم الجيش شكور خلال النهار. أفادت وكالة الأنباء السورية أن اشتباكات وقعت في دوار شكور حيث قتل عشرات المتمردين.
في 22 سبتمبر قالت وكالة الأنباء السورية أن الجيش استعاد المعهد الصناعي الثالث في حي سليمان الحلبي ودمر عدة مراكز للمتمردين. بدأ القتال من أجل السلمي الحلبي قبل يومين. في اليوم التالي استعاد الجيش السوري مطعم قصر الوالي في السيد علي الذي استخدم كمركز لعمليات المتمردين وفقا لوكالة الأنباء السورية.
في 24 سبتمبر قالت وكالة الأنباء السورية أن الجيش السوري أخذ المعهد الزراعي ومناطق مسجد القران ومدرسة علي ناصر آغا في سليمان الحلبي. ادعت وكالة الأنباء السورية أن الجيش السوري استعاد أيضا حي المسيحية الجديدة.
في 25 سبتمبر قال مصدر بالجيش لوكالة فرانس برس أن عمليات الجيش في عرقوب قد انتهت وأن الجيش كان متورطا في عملية تفتيش من الباب إلى الباب للمتمردين. ومع ذلك قال المرصد السوري لحقوق الإنسان أن الاشتباكات مستمرة في عرقوب. أفادت وكالة الأنباء السورية أيضا عن استمرار الاشتباكات في سليمان الحلبي وأن الاشتباكات وقعت في منطقة الصاخور الغربية وبالقرب من مستشفى الحكيم في منطقة الشعار.
أفادت وكالة فرانس برس عن اجتماع لقادة لواء المتمردين حيث كان التقييم العام للوضع هو أنهم في مأزق بسبب عدم وجود ذخائر على الرغم من القبض على 5000 بندقية هجومية و2500 قاذفة صواريخ خلال الغارة السابقة على هنانو القاعدة العسكرية.

## سبتمبر هجوم المتمردين

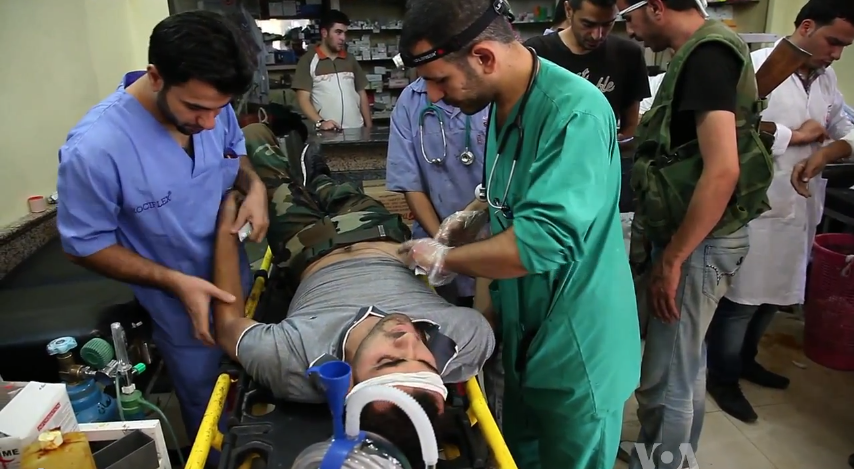
أطباء وموظفون طبيون يعالجون مقاتلين متمردين في حلب.

وفقا لمصادر متعددة بدأ هجوم جديد للمعارضة في 27 سبتمبر 2012 ووعد بأن يكون ساعة صفر في بداية معركة حاسمة للاستيلاء على المدينة. قال قائد المتمردين أنهم يريدون مفاجأة الجيش الذي بدأ يتسلل نحو الأحياء الجنوبية. ادعى أن لواء التوحيد كان يغري الجيش. شملت العملية 6 آلاف مقاتل من لواء التوحيد بالإضافة إلى كتائب مثل الفتح وأحفاد الفتحين للتركمان. استخدمت الأسلحة والذخائر التي ألقي القبض عليها أثناء الهجوم على قاعدة هانانو. نفى أن الجيش الحر أعلن معارك حاسمة لحلب من قبل.
الحكومة نصت معظم الهواتف النقالة / الخلوية في المنطقة التي تقرأ في جزء منها: «لديك خيارين إما أن يقتل من يواجه الدولة أو الدولة سوف تقتلك للتخلص منك، عليك أن تقرر ... إن اللعبة قد انتهت ... بدأ العد التنازلي لطرد جميع المقاتلين من الدول المجاورة ...» تم إرسال الرسالة إلى جميع السوريين الذين اشتركوا في مزودي خدمة الهاتف المحمول في البلاد في منطقة حلب.
في اليوم الثاني من الهجوم كان هناك تهديد متزايد بالاشتباكات بين المتمردين وميليشيات كردية يعتقد أنها مرتبطة بحزب العمال الكردستاني. كما هدد المتمردون الذين نشكوا في علاقات بعض المسلحين الأكراد مع الحكومة بمجابهة الجماعات التي قالوا أنها مرتبطة بحزب العمال الكردستاني في تركيا المجاورة. طالب قائد لواء التوحيد عبد القادر صالح بأن تستسلم الميليشيات الكردية ولن تجر نفسها إلى معركة خاسرة ليست كفاحها. بعد ذلك بوقت قصير حاول المتمردون التقدم إلى منطقة الشيخ مقصود التي يسيطر عليها الأكراد في الشمال حيث أفادوا عن القبض على ثمانية من عناصر ميليشيا الشبيحة. أفاد نشطاء المعارضة والمتمردين بأن الميليشيات الكردية اشتبكت مع المتمردين وقاتلوا جنبا إلى جنب مع القوات الحكومية ضد قوات المتمردين في الشيخ مقصود. قالت وكالة الأنباء السورية أن سكان الحي يقاتلون جنبا إلى جنب مع الجيش السوري ضد هجوم المتمردين.
أفيد عن القتال في الأجزاء الوسطى والجنوبية من المدينة. كانت النقاط الرئيسية لهجوم المتمردين بالقرب من المركز نحو أحياء الحميدية والميدان التي تسيطر عليها الحكومة. قال سكان في أحياء مسالمة سابقا لوكالة فرانس برس أن العنف لم يسبق له مثيل قائلين أن صوت القتال كان بلا توقف وكل شخص مرتعب ولم أسمع شيئا من هذا القبيل من قبل. تقدم المتمردون عبر مناطق إيزا وسيف الدولة وسوكاري. قال قائد المتمردين أبو فرات أنه خلال القتال اتخذت قاعدة عسكرية منتظمة في صلاح الدين وقتل 25 جنديا قبل أن يجبروا على التراجع. وفقا لأحد المتمردين قتل 20 من مقاتليهم وجرح 60 خلال القتال. كما أفادت التقارير أن قوات الجيش الحر تعرضت لخسائر فادحة في حي بدما حيث قتل أول ملازم تابع للمتمردين. أفاد المتمردون بأن إحدى وحداتهم كانت محاطة خلال الاشتباكات في حين انسحبت بعض الكتائب الأخرى من خط المواجهة أو لم تنضم إلى المعركة أبدا.
أعلن قائد لواء صقر الشام أن المقاتلين المتمردين تمكنوا من إحراز تقدم في ساحة العرقوب وميسالون وعبد الله الجابري والحمدانية والجميلية. قال أن الجيش السوري كان يستخدم طائرات وبراميل متفجرات و«كانت هناك معارك شرسة في سلحدين والعامرية والسكري وهي حرب عصابات وسيتقدم الجيش السوري على بعد 10 أمتار و50 مترا وبعد ذلك إذا كنا بحاجة إلى التراجع فإننا سننسحب». قال عبد الرحمن للمرصد السوري لحقوق الإنسان:«لا النظام ولا المتمردون قادرون على الحصول على ميزة حاسمة».
ادعى المتمردون أنهم اقتحموا محطة إذاعية حكومية بينما قصفت الطائرات الحربية الحكومية ضواحي المدينة. اجتاح حريق كبير أسواق حلب في العصور الوسطى مما أدى إلى تدمير ما يقدر بنحو 700 إلى 1000 محل تجاري. تعتبر الأسواق المغطاة من أهم مناطق الجذب السياحي في الشرق الأوسط. ألقى المتمردون باللائمة على إطلاق النار على قصف الجيش. وفقا لوكالة الأنباء السورية وقعت اشتباكات في الكليسة والفردوس وباب النيرب وباب الحديد وبستان القصر. وفقا لما ذكرته صحيفة أيريش تايمز فإن هجوم المتمردين قد حل في قتال في الشوارع بعد أن دافع الجيش عن مواقعه. أفادت صحيفة آيرش تايمز ورويترز أن بعض وحدات المتمردين محاصرة وتراجع آخرون حتى قبل دخولهم المدينة. وفقا لوكالة الأنباء السورية فإن الجيش كان يسيطر سيطرة كاملة على العامرية ومعظم شوارع تل الزرازير. قال المرصد السوري لحقوق الإنسان أن الاشتباكات وقعت في العرقوب والعزيزية في حين أن صلاح الدين أصبح مرة أخرى نقطة محورية.
في اليوم الثالث من الهجوم ادعى ناشط لشبكة سي إن إن أن المتمردين سيطروا على أربعة أحياء على الأقل وأفيد بأن المتمردين أطلقوا قذائف الهاون على مطار النيرب العسكري مما أدى إلى إلحاق أضرار بمروحيتين ومدرج رئيسي. نفت الحكومة السورية تدمير طائرات الهليكوبتر مدعية أن تلك التقارير كانت محاولة لرفع معنويات المتمردين. وفقا لوكالة الأنباء السورية استهدف الجيش مواقع وأوقع خسائر بالقرب من المستوصف ومعهد الرياضة في بستان الباشا وبالقرب من منطقة الجين القطن شمال وشمال الجندول. وردت عملية أخرى بالقرب من مفترق الطرق في بلدة بالية غرب حلب مع وقوع خسائر في صفوف المتمردين. قالت وكالة الأنباء السورية أيضا أن اشتباكات وقعت في مناطق القسطل حرمي والسيد علي ومستشفى ميسلون. أبلغ عن مقتل مقاتل تركي قاد وحدة متمردة مسلحة وأعضائه في اشتباكات مع الجيش في ميدان التنوير.
أعلن مقاتلو المعارضة من لواء التوحيد والكتائب الشمالية الأخرى أنهم استولوا جزئيا على دوار الجندول في حلب. قال المقاتلون أيضا أن 15 جنديا حكوميا قتلوا ودمرت ثلاث دبابات.
ومع ذلك عموما توقف هجوم المتمردين وكان مقاتلو المعارضة يكافحون من أجل الاستيلاء على مواقعهم تحت نيران المدفعية الثقيلة. وصف أحد المتمردين الوضع الحالي بأنه ممل مع المعركة أصبحت حالة من الجمود. ألقى المتمردون باللائمة على الجمود في ذخائرهم المنخفضة وقوتهم النارية.

## تفجيرات ساحة حلب والمدينة القديمة والقتال في شرق حلب

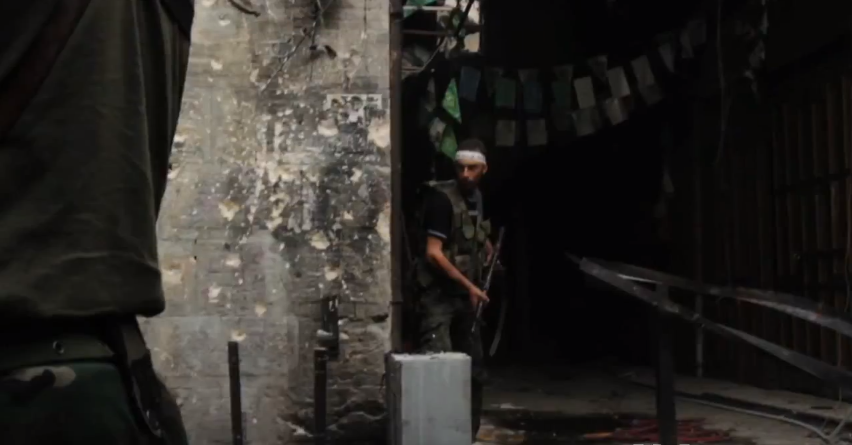
مقاتلون من الجيش السوري الحر في معركة نارية في مدينة حلب القديمة.

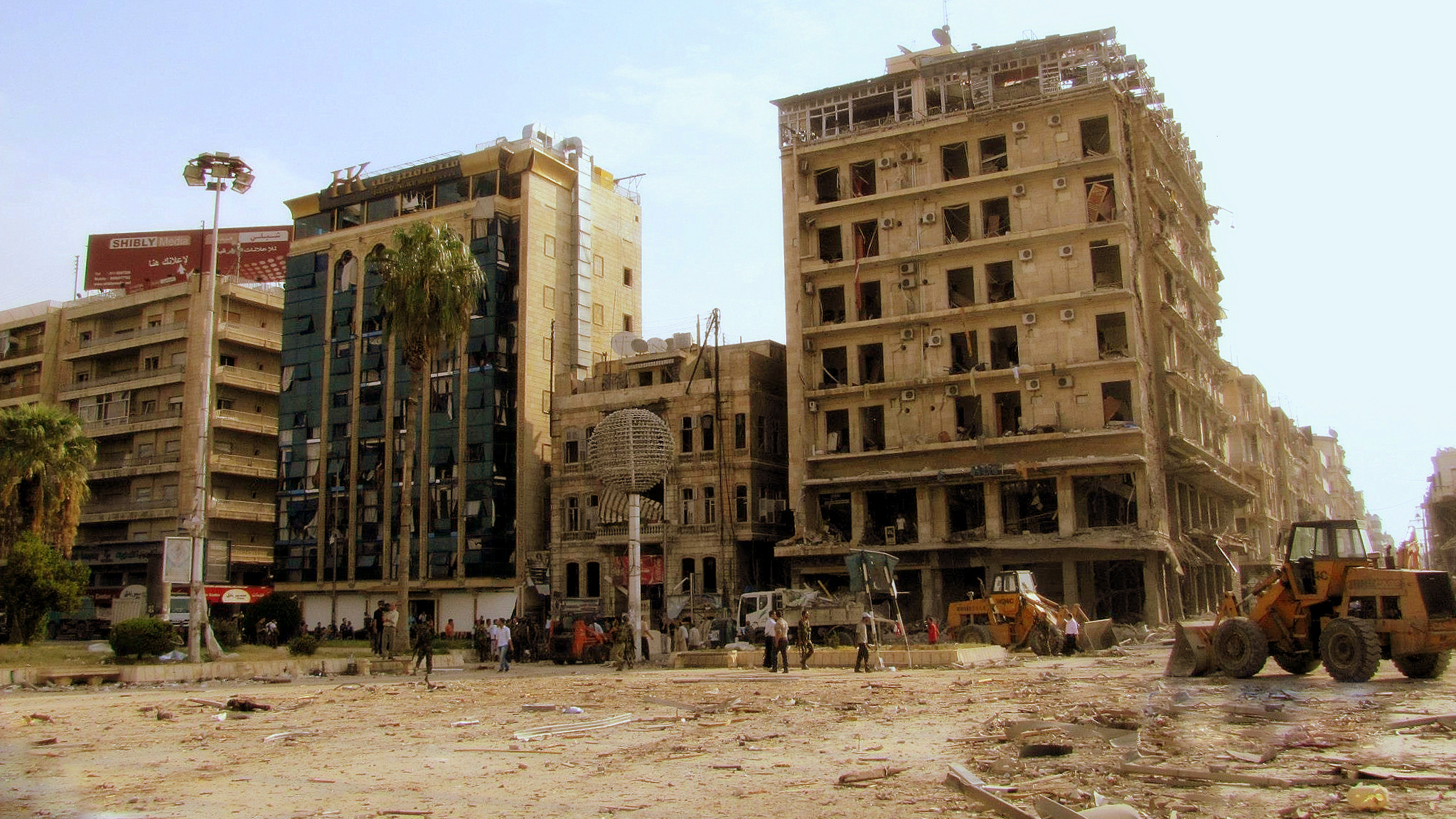
المشهد في ساحة سعد الله الجابري بعد الهجمات الانتحارية التي وقعت في 3 أكتوبر 2012.

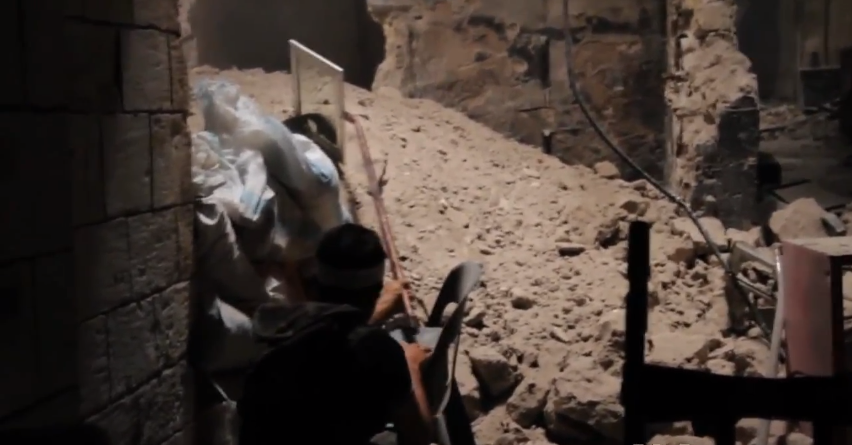
لتجنب قصف القناصة يستخدم مقاتلو الجيش الحر مرآة لرؤية زوايا في البلدة القديمة في حلب.

في 9 أكتوبر 2012 استولى الجيش الحر على معرة النعمان. تقع البلدة الاستراتيجية على الطريق السريع في سوريا وهي طريق الإمداد الرئيسي الذي يستخدمه الجيش السوري لإرسال الإمدادات والتعزيزات من حماة ودمشق إلى حلب وهي مدينة تعرضت لإطلاق النار بين الجيش وقوات المتمردين.

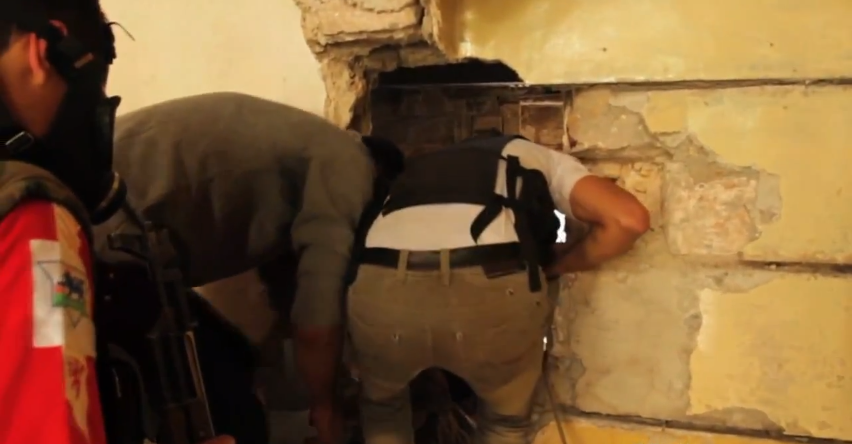
لتجنب جنود الجيش السوري يستخدم مقاتلو الجيش السوري الحر في حلب الأنفاق للسفر بين المباني.

في 1 أكتوبر 2012 قال المرصد السوري لحقوق الإنسان أن أكثر من 40 شخصا قتلوا أو جرحوا بسبب قنابل في حي كرم الجبل في منطقة الشعار. قصفت عدة أحياء بما فيها شاكور وصلاح الدين. في اليوم التالي ادعى المتمردون أنهم صدوا الهجمات في هنانو وأنهم كانوا يسيطرون على معظم البلدة القديمة في مواجهة نيران المدفعية الثقيلة. يبدو أن المتمردين يتحركون نحو وسط المدينة.
أعلنت صحيفة الديار اللبنانية الموالية للحكومة أن بشار الأسد قد نقل جوا إلى حلب بطائرة هليكوبتر عند الفجر وأمر بأكثر من 30,000 جندي حكومي و2،000 من حاملات الأفراد من محافظة حماة (وحدات الجيش 5 و6). لم تذكر وكالة الأنباء السورية أي زيارة.
في 3 أكتوبر انفجرت ثلاث سيارات مفخخة انتحارية في الزاوية الشرقية لساحة سعد الله الجابري المركزي مما أسفر عن مقتل 34 شخصا. أفيد بأن أكثر من 122 شخصا أصيبوا بجراح بالغة. أعلنت الجماعة الإسلامية المسلحة جبهة النصرة مسؤوليتها. استهدفت القنابل نادي الضباط والمباني القريبة من فندق توريستيك ومقهى جوها التاريخي. تلقى الفندق أضرارا كبيرة في حين دمر المقهى بالكامل. كما دمر مبنى صغير داخل نادي الضباط أيضا.
قتلت القوات الحكومية انتحاريين اثنين قبل أن يتمكنوا من تفجير متفجراتهم. أظهر التلفزيون الحكومي أن جثث ثلاثة رجال يرتدون الزي العسكري في موقع الانفجار. يبدو أن أحدهم كان يرتدي حزاما ناسفا مع جهاز توقيت مرتبط بمعصمه. في وقت لاحق أعلنت الجماعة المتطرفة المرتبطة بتنظيم القاعدة جبهة النصرة مسؤوليتها. أفادت الجماعة بأنها نفذت من قبل مفجرين انتحاريين سيارة يليها مهاجمون متنكرون كجنود من الجيش. أدان مجلس الأمن بالإجماع التفجيرات بأنها هجوم إرهابي.
قال المرصد أن المقاتلين المتمردين هاجموا فرع المخابرات السياسية وكذا سوق الخضار القديم حيث تم نشر عدد كبير من القوات. أفيد أن المتمردين دمروا دبابتين في المدينة خلال الليل. اشتبك الجيش مع المتمردين في عدة أحياء منها سيف الدولة والصاخور. كما قصفت مناطق باب النيرب وصلاح الدين ومشهد وباب النصر وساخور. أدى القتال إلى تدمير دبابة الجيش وقتل العديد من جنود الجيش.
في 5 أكتوبر قال التلفزيون السوري الذي تديره الدولة أن القوات الحكومية طهرت الصاخور من الإرهابيين والمرتزقة. بعد أيام من القتال قال مراسل وكالة اسوشييد برس أن المتمردين فقدوا السيطرة على عدة مبان في سيف الدولة بعد معركة قصيرة.
في الوقت نفسه ادعى مقاتلون متمردون أنهم حققوا تقدما في منطقة صلاح الدين الاستراتيجية مدعيا أنهم أخذوا الساحة وفقدوها ثم استعادوها بعد معركة طويلة.
أفاد مراسل وكالة فرانس برس عن معارك شوارع مكثفة في منطقة عرقوب. احتل المتمردون المرافق الصحية والمدارس كقواعد مؤقتة. كانت هناك علامات على الضغط من القوات واعترف أحد الضباط: «المعركة من أجل عرقوب صعبة كما النضال من أجل هنانو» الشهر الماضي. قال أحد الجنود أنه لم يعودوا إلى ديارهم حمص خلال ثلاثة أشهر. قصفت قوات الجيش أحياء بستان القصر والحلك والحيدرية.
في 6 أكتوبر قال التلفزيون السوري الرسمي أن أربعة أتراك كانوا ضمن مجموعة من المقاتلين الأجانب الذين قتلهم الجيش هناك. زعم تلفزيون بريس الإيراني أن الجيش استولى على منطقة شكور لكن الجيش السوري الحر قال أنهم صدوا الهجوم بعد اشتباكات عنيفة.
قال مراسل وكالة فرانس برس أن القوات الجوية العربية السورية قصفت باستمرار حي باب الحديد وعرقوب وشعار الذي حاصرت ثكنة هنانو المحاصرة. كان السكان المحليون يطلقون عليه أسوأ قتال منذ بدء المعركة. وجدت هيئة الإذاعة البريطانية مخبأ للذخائر المصنعة في أوكرانيا موجهة إلى القوات البرية الملكية السعودية. تم تخزين الذخائر في مسجد يستخدمه المتمردون. يشتبه في أن السعوديين والقطريين يزودان المتمردين بالذخائر ولكن ليسا أسلحة ثقيلة مثل الصواريخ المضادة للطائرات بسبب المخاوف الأمريكية من حصول المتطرفين على هذه المعدات.
انظر أيضا: معركة معرة النعمان
في 9 أكتوبر سيطر المتمردون على بلدة معرة النعمان الاستراتيجية وهي بلدة على الطريق السريع بين حلب ودمشق حيث انضم العديد من تعزيزات الجيش إلى المعركة. يعتقد أن الاستيلاء على البلدة جزء من حملة لعزل الجيش.
في 10 أكتوبر شن المتمردون هجوما على جامع حلب الكبير حيث كانت القوات الحكومية قائمة. خلال أربع ساعات من القتال حاول المتمردون فتح ثقوب في جدران المسجد مع آر بي جي قبل اقتحام الموقع ولكن تم صدهم وترك قناصة المتمردين لمهاجمة القوات الحكومية. شنوا هجوما في وقت سابق على المسجد في 8 أكتوبر ولكن القوات الحكومية في القلعة أحبطتهم.
قصفت الحكومة أحياء حيدرية وسوكري وفردوس فجر مع اندلاع قتال عنيف في صاخور وسليمان الحلبي والشيخ خضر. اعترف مستشفى واحد في منطقة المتمردين 100 مريض في اليوم مع أقل من 10 الأطباء. استخدم الأطباء البيطريون في بعض الحالات نقصا في الأطباء البشريين.
في 12 أكتوبر استولت قوات المتمردين على قاعدة للدفاع الجوي شرق المدينة بالقرب من قرية الطانة ومطار كوريس العسكري. بعد الاستيلاء دمرت الغارات الجوية الحكومية معظم الصواريخ والرادارات في القاعدة. بحلول نهاية اليوم كان المتمردون يستعدون للانسحاب خشية المزيد من الإضرابات.
في 13 أكتوبر أصاب مكتب إدارة المخابرات الجوية انفجارا كبيرا أعقبه اشتباكات عنيفة. تعتبر المديرية مهمة نظرا لدور الأسد كقائد للقوات الجوية السورية في الستينات. كما اقتحم المتمردون الجامع الأموي باستخدام عبوة ناسفة لمهاجمة القوات الحكومية المتمركزة هناك.
في 14 أكتوبر اشتعلت النيران في المسجد الأموي بعد انسحاب قوات الجيش منه في اليوم السابق. دمر المتمردون المدخل الجنوبي للوصول مباشرة إلى الفناء الداخلي. في وقت لاحق تم التأكيد على أن الهجوم المضاد للجيش استعاد المسجد. تعرض المسجد لأكبر قدر من الضرر منذ وقوع زلزال عام 1822.
أسقط مقاتل طيار من طراز ميكويان-غوريفيتش ميغ-23 في 15 أكتوبر. قفز الطيار من الطائرة وأسره قوات المتمردين.
في 21 أكتوبر تسببت «سيارة مفخخة انتحارية» في انفجار في حي السريانية الجديد بإصابة العديد من الأشخاص وإلحاق أضرار بالمستشفى السوري الفرنسي ومدرسة الكلمة.

## أكتوبر هجوم المتمردين وقتال الكرد-المتمردين
في 25 أكتوبر 2012 انتقل نحو 200 متمرد إلى منطقة الأشرفية في منطقة الشيخ مقصود الخاضعة لسيطرة الأكراد. كانت هذه هي المرة الأولى التي تنتقل فيها قوات حكومية أو متمردة كبيرة إلى المناطق الكردية. اعتبرت المنطقة محايدة مع اشتباك الميليشيات الكردية مع وحدات المتمردين والجيش. ادعي أن وحدة المتمردين المسؤولة هي لواء التوحيد الذي أفيد بأنه أخبرنا السكان المحليين بأننا هنا لقضاء العيد معك. الأشرفية مهمة كجزء من مرتفعات المدينة وتسيطر على الطرق بين شمال وجنوب حلب. تم صد محاولات المتمردين السابقة للانتقال إلى المنطقة. أفيد بأن المتمردين سيطروا على الحي السرياني.
قال المحلل جوشوا لانديس أنه وفقا للتقارير التي تلقاها تراجع الجيش السوري من مركز حلب مما سمح للجيش السوري الحر بالسيطرة على الأحياء المسيحية المركزية في الجديدة وكادمي. لم يتم التحقق من هذه المطالبات بسبب عدم وجود صحفيين ميدانيين. قال السكان المحليون من منطقة الزكر الأرمينية إن الجيش السوري الحر دخل مناطقهم مما أدى إلى اشتباكات.
أكد أحد مساعدي العقيد رياض الأسعد تقارير تقدم الجيش السوري الحر مؤخرا وادعى أن المتمردين استولوا على منطقة صلاح الدين. قال المتحدث باسم لواء الشبحية أن الجيش السوري الحر كان يقتصر الجيش السوري على خمس مناطق. لم يتضح بعد ما إذا كان المتمردون يمتلكون القدرة على السيطرة على المناطق الجديدة وكانت هناك دلائل تشير إلى أن المتمردين قد أجبروا على الخروج من بعض المناطق في وقت متأخر من بعد الظهر وقال أحد السكان أن القوات الحكومية تقاتل بشراسة.
في 25 أكتوبر قال مقاتل من الجيش الحر لوكالة الغارديان أن تركيزه الرئيسي كان على فروع الأمن التي استخدمها الجيش السوري كقواعد. قال أن المتمردين كانوا في طريقهم إلى محاصرة فرع الأمن في ميدان وأوقفوا تعزيزات الجيش من الوصول إلى مدرسة الشرطة في منطقة خان العسل التي كانت خاضعة لحصار الجيش الحر لمدة 10 أيام. ادعى المقاتل أن الاشرفية استولى عليها المتمردون كانت نتيجة صفقة مع حزب العمال الكردستاني.
قالت وكالة الأنباء السورية أن الجيش استعاد المستشفى السوري الفرنسي. يعتقد بعض المتمردين أن الحديث المتزايد عن هدنة من الحكومة السورية هو محاولة لوقف مكاسب المتمردين واستخدام أيام العيد الأربعة لتعزيز قواتهم.
في وقت لاحق ادعى قائد متمرد أن الجيش السوري الحر يقاتل في مناطق عرقوب وسريان وزهراء وفرقان وحصل على سليمان الحلبي. قال ناشطون محليون ان اشتباكات عنيفة كانت تحدث حول المطار وأن المتمردين كانوا يحاولون محاصرة قاعدة نيراب جنوب المدينة. أفيد بأن مركز حلب كان في أيدي المتمردين بالقناصة في مواقع لمنع الهجمات المضادة. كان ينظر إلى التراجع عن وسط المدينة على أنه فخ حكومى أو علامات على أن تكتيك المتمردين في مهاجمة خطوط الامدادات الحكومية كان يعمل. السؤال الآخر هو ما إذا كانت الحكومة مستعدة لتفجير المناطق المسيحية والكردية مثل المناطق التي يسيطر عليها المتمردون في الماضي والمخاطرة بسحبها إلى معسكر المتمردين. أبلغ المتمردون الذين كانوا قد استولوا على المناطق المسيحية في الغالب والجديدة حيث أقام لورانس العرب مرة واحدة عن تخويف المتمردين الذين كانوا يخشون الانتقام من كلا طرفي النزاع. كما ادعى المتمردون أنهم قد حاصروا قلعة حلب.
ادعى نشطاء المتمردين أن القوات الكردية إما توصلت إلى اتفاق مع المتمردين للسماح بتقدمهم السريع أو مساعدة المتمردين بمجرد مغادرتهم نقاط التفتيش بين عشية وضحاها. ادعى متحدث باسم المتمردين أن القوات الكردية قد تنضم إلى الجيش السوري الحر.
أفيد أن الدبابات الحكومية انتقلت إلى شارع فيصل وهو الطريق الرئيسي الذي يمتد على طول المناطق المسيحية الجديدة والجديدة مما أجبر المتمردين على التراجع التكتيكي إلى منطقة الأشرفية الكردية. وضعت الدبابات نفسها في حي الأشرفية في اليوم التالي مما دفع البعض إلى الخوف من احتمال تعرض المنطقة للقصف على الرغم من أن الدبابات لم تفتح النار. ومع ذلك ادعى نشطاء أكراد أن مدافع الهاوتزر العسكرية قصفت أشرفية مما أسفر عن مقتل 15 شخصا بينهم 8 أكراد. كان صحفيين اثنان من بين 15 جريحا في الهجوم. كما اتهم نشطاء كرد الحكومة السورية بقصف الحافلات الكردية التي كانت قادمة من إرفين إلى حلب في وقت سابق من الشهر مما أسفر عن مقتل 15 شخصا وإصابة 19 آخرين.
في 26 أكتوبر اتهمت السلطات السورية المتمردين بكسر هدنة العيد. قالت وكالة الأنباء السورية أن المتمردين فتحوا النار على الجيش في عدة أماكن في حين رد الجيش بالنار كما تسبب في «خسائر فادحة» على المتمردين. في منتصف اليوم حاول المتمردون تجاوز حاجز بالقرب من قاعدة محسب العسكرية في منطقة سيريان بشمال شرقي البلاد. في الوقت نفسه أفادت وكالة فرانس برس أن الجيش السوري يحرس مدخل البلدة القديمة. ذكر أيضا أن القوات الحكومية طردت متمردين من منطقة الزكر الأرمينية.
اشتبك المتمردون مع الميليشيات الكردية التي حاولت منعهم من دخول حي الشيخ مقصود. قتل 19 متمردا و5 مقاتلين أكراد. قال أحد الزعماء الكرد أنهم «اتفقوا على السادة» مع المتمردين بأنهم لن يدخلوا المناطق الكردية وأن المتمردين انتهكوها عندما دخلوا الأشرفية. وفقا لتقرير أعده ناشطون نظموا احتجاجا كرديا على نقطة تفتيش تابعة لحزب الاتحاد الديمقراطي بين منطقتي الأشرفية الكردية والشيخ مقصود فتح مقاتلون متمردون النار على المتظاهرين مما أسفر عن مقتل ثمانية أشخاص وجرح خمسة آخرين. بشكل عام ذكر حزب الاتحاد الديمقراطي أن 10 أكراد قتلوا خلال الاشتباكات بينهم ثلاثة مقاتلين. وصل عدد الضحايا إلى 11 قتيلا و12 قتيلا بينهم 19 متمردا. تم اختطاف 200 شخص أو أسرهم نتيجة للقتال. استولى حزب الاتحاد الديمقراطي على 20 مقاتلا متمردا في حين اعتقل المتمردون 180 كردي ومدنيين ومقاتلين. قال المرصد السوري لحقوق الإنسان أن حزب الاتحاد الديمقراطي لا يزال يسيطر على حي الأشرفية. ألقى بيان لحزب الاتحاد الديمقراطي في وقت لاحق اللوم على الجيش والجيش السوري الحر على العنف. قال البيان: «لقد اخترنا البقاء محايدين ولن نخوض جانبا في حرب لن تجلب سوى المعاناة والدمار لبلدنا». قال المتمردون أن الاشتباكات بدأت بعد أن هاجمت قواتهم مجمع الأمن في الأشرفية التي دافع عنها مقاتلو حزب العمال الكردستاني والقوات الحكومية. تقرير جديد بعد عدة أيام وضع القتلى عدد القتلى في 30 متمردا و15 من مقاتلي حزب الاتحاد الديمقراطي.
في 27 أكتوبر قالت وكالة الأنباء السورية أن المتمردين هاجموا محطة ضخ المياه في حي سليمان الحلبي مما أدى إلى قطع المياه من الجزء الغربي من المدينة. اتهم المتمردون باختطاف الصحافي اللبناني فداء عيتاني لأن تغطيته كانت غير مناسبة للثورة السورية. ثم أطلق سراحه من قبل المتمردين وغادر إلى تركيا.
كان المتمردون المتمركزون في غرب حلب يحاصرون قاعدة الاستخبارات الجوية في الزهراء وتعرضوا لإطلاق النار من قاعدة المدفعية راموسا التي اعتدوا عليها من الجنوب. ادعى متحدث باسم المتمردين أن قواعد الزهراء وراموسا كانت حاسمة بالنسبة إلى دفاعات الأنظمة نظرا لقلة القوى العاملة.
في جولة جديدة من الاشتباكات في المناطق الكردية فتح المتمردون النار على المتظاهرين الأكراد مما أسفر عن مقتل ثلاثة منهم.
المعركة من أجل قاعدة المخابرات الجوية الزهراء معقدة بسبب وجود السجناء المدنيين المحتملين.

## استيلاء المتمردين على قواعد والقتال في الغرب
في 1 نوفمبر 2012 قصفت المخابز في أتارب ما لا يقل عن 12 شخصا. كان المخبز مهما لأنه سلم الخبز إلى 40 مدينة بالقرب من حلب. قصفت الحكومة ثلاثة مخابز أخرى في حلب وحولها في كفر حمرا ورمون وقاضي عسكر. كانت هذه المخابز مسؤولة عن معظم الخبز في المنطقة.
في 2 نوفمبر أبلغت الشرطة السورية لحقوق الإنسان عن خطأ تنفيذ شاه علي عبده المعروف أيضا باسم نوجين ديريك زعيم الميليشيات الكردية في حلب الذي استولى عليه المتمردون أثناء قيامها بمهمة لإعادة جثث المقاتلين المتمردين الذين قتلوا خلال الاشتباكات بين الجيش الحر والميليشيا الكردية. أمرت وحدة مسؤولة عن حماية الأحياء الكردية في الأشرفية والشيخ مقصود. أثبت التقرير لاحقا أنه كاذب.
في 5 نوفمبر وقعت اشتباكات عند دوار في منطقة الزهراء بالقرب من المدخل الشمالي الغربي للمدينة وعلى الطريق المؤدي إلى المطار. في زهراء اندلع حريق في مبنى قريب من فرع المخابرات الجوية. أفاد الهلال الأحمر العربي السوري أن حريقا أحرق مستودعه الرئيسي مما أدى إلى تدمير الإمدادات اللازمة للشتاء المقبل. تم الإبلاغ عن القتال بالقرب من المطار.
في 11 نوفمبر تم الإبلاغ عن القتال لأول مرة في حي ليرامون شمال غرب البلاد. ادعت وكالة الأنباء السورية أن الجيش السوري أخذ منطقة الشيخ سعيد. خلال النهار قصف الجيش مواقع المتمردين في المنطقة الشمالية. بدأ المتمردون باستخدام «البراميل المتفجرة» على غرار تلك التي أسقطتها القوات الجوية على مناطق المتمردين في هجوم على موقع للجيش في منطقة كارم جبل. خرجوا من خلال المجاري تحت الحرس قبل أن ينفجر.
في 17 نوفمبر انفجرت سيارة مفخخة في ليرامون. واصل الجيش السوري والمتمردين القتال في الشمال الغربي.
في 18 نوفمبر اقتحم المتمردون قاعدة الفوج 46 في منطقة أورم الصغرى القريبة وحصلوا على القاعدة في اليوم التالي في انتصار استراتيجي رئيسي بعد حصار دام شهرين. كما أدى سقوط القاعدة 46 إلى عزل القوات الحكومية التي تقاتل في حلب وكذلك في محافظة إدلب وفي الوقت نفسه تزويد المتمردين بطرق تأمين آمنة من الحدود التركية والذخائر والأسلحة الثقيلة التي تشتد الحاجة إليها. بقيت قاعدة الجيش القريبة في الشيخ سليمان في أيدي الحكومة على الرغم من أن قوات المتمردين صعدت هجماتها عليها في أعقاب القبض على القاعدة 46.
في 22 نوفمبر استهدف مبنى بالقرب من مستشفى رئيسي في حلب غارة جوية أسفرت عن مقتل ما لا يقل عن 15 شخصا وفقا لما ذكره المركز بما في ذلك ما لا يقل عن 11 متمردا وطبيبا وثلاثة أطفال. كان مستشفى دار الشفاء عيادة خاصة قبل أن تحوله قوات المعارضة إلى مستشفى ميداني. استهدفت ست مرات على الأقل في الشهور الأخيرة الأمر الذي يؤثر بشكل رئيسي على الطوابق العليا للمبنى العالي المكون من سبعة طوابق. على بعد 400-500 ياردة فقط من الخط الأمامي تقع في منطقة قصف شديد واحدة من العيادات الطبية القليلة المتبقية لسكان حلب.
في 26 نوفمبر ادعى المتمردون السيطرة على معظم الطرق إلى حلب وترك الطريق السريع بين دمشق وحلب هو الطريق الوحيد لتوريد القوات الحكومية في المدينة.
في 27 نوفمبر أسقط المتمردون مروحية عسكرية سورية على أطراف حلب باستخدام صاروخ أرض جو.
في 28 نوفمبر كانت الحالة في وسط المدينة هادئة حيث سمع إطلاق نار وإطلاق انفجارات في حي القرية الجديدة الأرمينية.
أفادت الأنباء في ديسمبر أن حي بستان الباشا تعرض للقصف بينما كانت الاشتباكات مستمرة على طريق المطار. في 3 ديسمبر أفيد عن وقوع اشتباكات في ميدان ومناطق سليمان الحلبي القريبة في حين قصفت القوات الحكومية قرى بالقرب من أكاديمية القوات البرية. أفاد نشطاء بأن خمسة جثث عثر عليها في الصفيرة. إلا أن معارك عنيفة اندلعت قريبا في منطقة بستان الباشا التي تحتجزها جبهة النصرة الإسلامية وجماعات أحرار الشام. تقدم الجيش السوري من ميدان وسيطر على الطريق الرئيسي ووصل إلى مستشفى زاهي في حي حلاق. واصل الإسلاميون عقد الشوارع الجانبية والقتال مستمر.
في أوائل ديسمبر أخذ المقاتلون المتمردون من جبهة النصرة المصنع الكيميائي سيساكو. ينتج المصنع الكلور السائل بين المواد الكيميائية الأخرى.
في 5 ديسمبر قتل قنصل المغرب الفخري محمد علي الدين ورجل آخر على يد مجموعة من المسلحين عندما حاول علي الدين مغادرة فندق في حلب.
تجاوزت قوات المعارضة قاعدة الشيخ سليمان في 10 ديسمبر. هاجر مئات الجنود العسكريين الذين تركوا داخل القاعدة إلى المبنى العلمي الذي يرتدي أقنعة واقية من الغاز. قاد جبهة النصرة الهجوم مع مشاركة مجموعة من الجيش السوري الحر كما قال أحد قادة الجيش الحر. كان العديد من المقاتلين من آسيا الوسطى مع قائد المتمردين القادمين من أوزبكستان.
في 15 ديسمبر قتل العقيد يوسف الجادر ضابط الجيش المنشق وكبير قادة المتمردين في لواء التوحيد أثناء هجوم على الأكاديمية العسكرية الواقعة قرب المسالمية شمال حلب مباشرة. يقال أن الجادر المعروف أيضا باسم أبو فرات يشك في الوجود الجهادي المتنامي في الحرب وسعى إلى «إبقاء جبهة النصرة في الخليج». أفادت المنظمة أن المتمردين استولوا على أجزاء كبيرة من الأكاديمية في حين تم نشر قوات الحرس الجمهوري بواسطة مروحية إلى القاعدة في هجوم مضاد. قوات المعارضة في نهاية المطاف سيطرت على الأكاديمية والحرم الجامعي حوالي 3 كيلومترات مربعة (1.2 ميل مربع). قتل ما لا يقل عن 24 متمردا و20 جنديا حكوميا في القتال. انسحبت القوات الحكومية المتبقية من القاعدة وأعادت تجميعها بالقرب من سجن المسلمية ومستشفى الكندي في حي هندرات للاجئين الفلسطينيين الذي ألقي القبض عليه من المتمردين في 14 ديسمبر. ومع ذلك ظلوا محاصرين من قبل قوات المعارضة.
خلال القتال ارتفع الخبز من 0.35 دولار إلى 3 دولارات لكيس من 8 أرغفة. في 16 ديسمبر سيطر لواء التوحيد المتمرد على مدرسة المشاة العسكرية في بلدة المسالمية على بعد 16 كيلومترا شمال حلب بعد ثلاثة أسابيع من القتال.

## معارك في حلب وعلى أطرافها
ابتداء من أواخر عام 2012 اشتد القتال حول منطقة المطار. أعلنت جبهة النصرة من جانب واحد منطقة حظر جوي في ديسمبر وهددت بإسقاط الطائرات التجارية زاعمة أن الحكومة كانت تستخدمها لنقل القوات الموالية والإمدادات العسكرية. بعد عدة هجمات على مطار حلب الدولي تم تعليق جميع الرحلات في 1 يناير 2013. هاجم المتمردون القوات الموالية في محيط المطار بما في ذلك لواء 80 القريب. بحلول منتصف فبراير توفي ما لا يقل عن 150 شخصا في هذا القتال.